# No sé de qué me hablas
No sé de qué me hablas es un programa de televisión español producido por Zanskar Producciones en colaboración con RTVE para La 1, protagonizada por Mercedes Milá e Inés Hernand.

## Formato
Este tiene un formato de entrevistas que se centra en nuestro pasado reciente.
En este programa, Mercedes Milá muestra a los jóvenes la España de la que venimos a través del extenso archivo de entrevistas que posee RTVE y, al mismo tiempo, trata de comprender el país en la actualidad mediante los testimonios y las experiencias de gente joven. Junto a Inés Hernand, el público,  formado por personas de distintas edades y con diferentes puntos de vista, tiene también participación activa en el programa.
Cada espacio repasa un tema concreto, que será atemporal, y cuenta con la presencia de personajes conocidos y relacionados con el asunto a tratar.
El objetivo que se intenta conseguir con este formato es que los jóvenes comprendan la historia más reciente de España.

## Temporadas y audiencias
| Temporada | Programas | Estreno                 | Final                | Audiencia    | Audiencia |
| --------- | --------- | ----------------------- | -------------------- | ------------ | --------- |
| Temporada | Programas | Estreno                 | Final                | Espectadores | Cuota     |
| 1         | 8         | 30 de noviembre de 2023 | 7 de febrero de 2024 | 843 000      | 8,0%      |

### Temporada 1
| Programa | Temporada | Invitad@s                              | Día de emisión | Audiencia        |
| -------- | --------- | -------------------------------------- | -------------- | ---------------- |
| 1        | 1         | Palomo Spain y Maruja Torres           | 30/11/2023     | 1 153 000 (8,4%) |
| 2        | 1         | Andreu Buenafuente y Fernando Esteso   | 07/12/2023     | 985 000 (7,7%)   |
| 3        | 1         | Rossy de Palma y Javier Gurruchaga     | 14/12/2023     | 870 000 (6,4%)   |
| 4        | 1         | Carmen Maura y Martiño Rivas           | 21/12/2023     | 927 000 (6,9%)   |
| 5        | 1         | Dani Rovira y Nerea Pérez de las Heras | 11/01/2024     | 917 000 (6,6%)   |
| 6        | 1         | José María García y Verónica Boquete   | 18/01/2024     | 671 000 (11,2%)  |
| 7        | 1         | Paco León y Susana Estrada             | 24/01/2024     | 660 000 (10,3%)  |
| 8        | 1         | Pedro Almodóvar y Asier Etxeandía      | 07/02/2024     | 556 000 (6,7%)   |